# Opactwo Pontigny
Opactwo Pontigny – drugi, po La Ferté, z czterech klasztorów założonych przez cystersów jako tzw. wielkich filii (opactw siostrzanych) opactwa w Cîteaux. Klasztor ufundowano w 1114 r. z inicjatywy eremity o imieniu Ansius. Opatem-założycielem został Hugon z Mâcon.
Z opactwa w Pontigny wywodzi się linia szesnastu klasztorów filialnych (filii bezpośrednich): Bourras, Cadouin, Fontaiejean, Jouy, Saint-Sulpice, Quincy, Chaalis, Les Roches, Le Pin, Cercamp, L'Estrée, L'Étoile, Trizay, Notre Dame de l'Ile de Ré, Dalon we Francji i Igrisch (Igriş) ówcześnie na Węgrzech a współcześnie w Bułgarii. Opactwa te dały początek kolejnym 28 filiom pośrednim Pontigny.
W Pontigny przez dłuższy czas przebywali będący na wygnaniu arcybiskupi Canterbury Tomasz Becket, Stephen Langton i Edmund z Abingdon, który został pochowany w Pontigny. W opactwie pochowani są również królowa Francji Adela z Szampanii oraz Paul Desjardins, francuski filozof i pisarz.